# La Digue
La Digue is het op twee na grootste eiland van de Seychellen. Het eiland is de hoofdzetel van het administratief district La Digue and Inner Islands. La Digue ligt 6 kilometer van het eiland Praslin en zo'n 43 kilometer van het eiland Mahé.
De oppervlakte is 9,81 km². Het hoogste punt is Mont Belle Vue, ook wel het Kraaiennest genoemd, en ligt op 333 meter. De ongeveer 2450 inwoners wonen vooral in de dorpen aan de westkust, zoals La Passe en La Réunion. La Passe heeft een kleine haven. Ook is er een helikopterlandingsplaats. De bewoners van La Digue worden Diguois genoemd.
La Digue is vernoemd naar een schip van de vloot van ontdekkingsreiziger Marc-Joseph Marion du Fresne, die de Seychellen in 1768 bezocht. Het was echter al in 1744 ontdekt door de Franse ontdekkingsreiziger Lazare Picault. Hij noemde het Ìle Rouge. In 1798 kwamen de eerste kolonisten naar dit voordien nog onbewoonde eiland. Lange tijd draaide de economie van La Digue op de productie van vanille en kopra. Om deze reden zijn hier nog een aantal plantagehuizen te vinden, waaronder Grann Kaz en Château St. Cloud.
Tegenwoordig leeft het eiland van het toerisme. De schitterende zandstranden met granietformaties zijn de belangrijkste attractie, waarvan Anse Source d'Argent het spectaculairst is. Om deze reden is het eiland ook een geliefd decor voor films. Het eiland wordt omgeven door een koraalrif.
La Digue is verder erg rustig. Er zijn nauwelijks auto's te vinden, en weinig verharde wegen met als gevolg dat er veel gefietst wordt. De hotels zijn kleinschalig opgezet en ook is er een camping te vinden. Verder is er een school gevestigd, een ziekenhuis en een kerk.

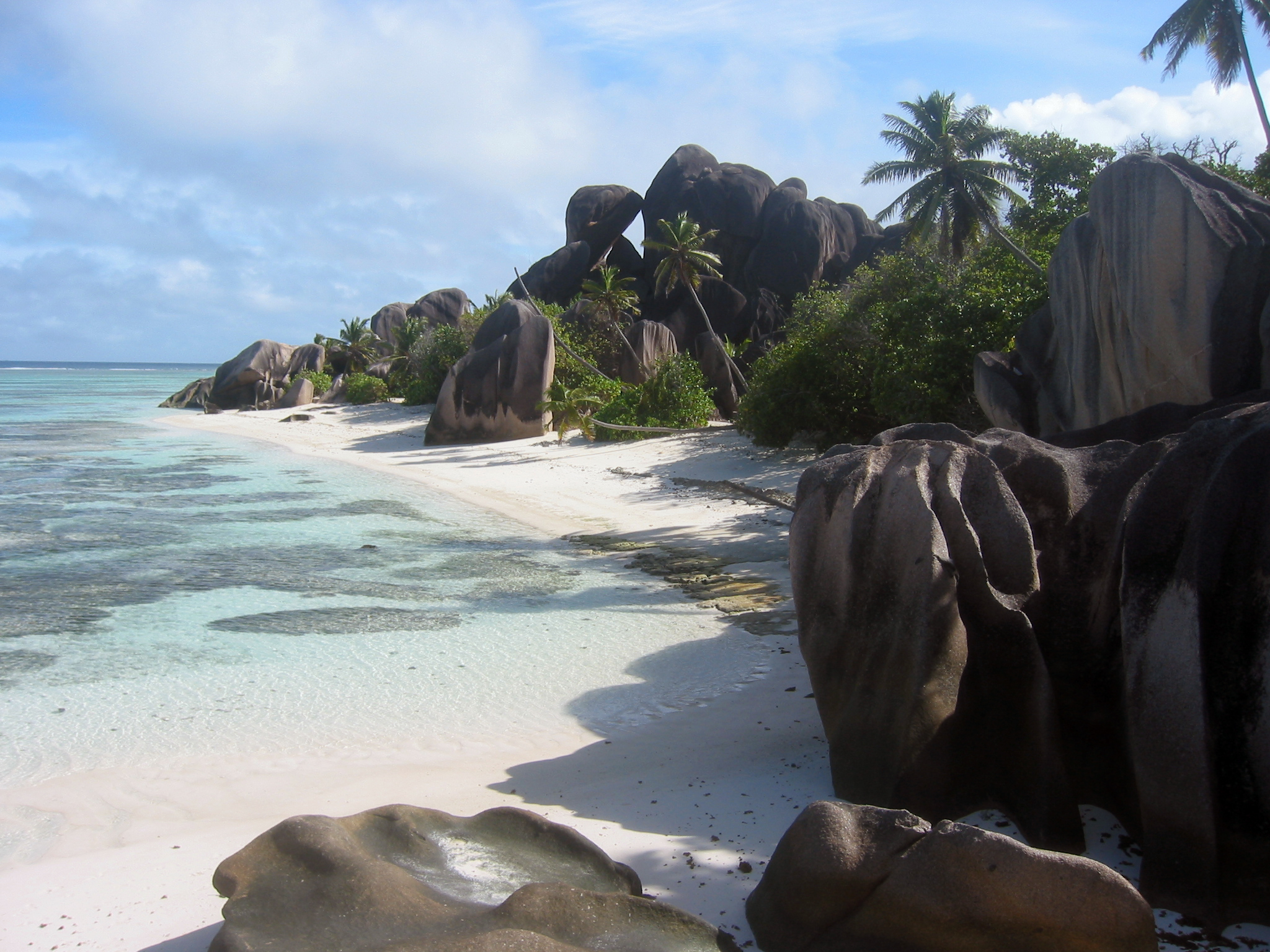
Anse Source d'Argent.
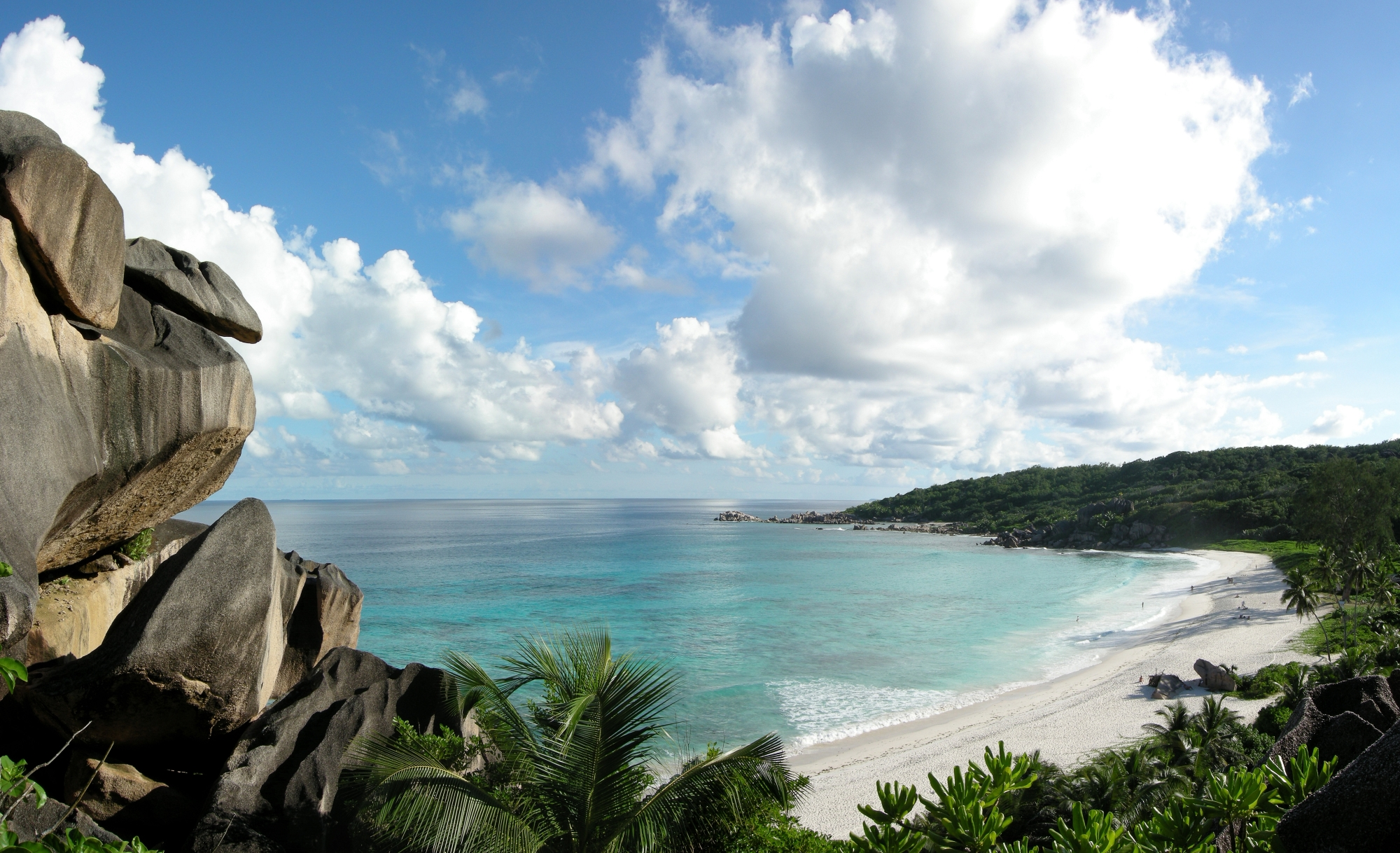
Strand van Grand Anse
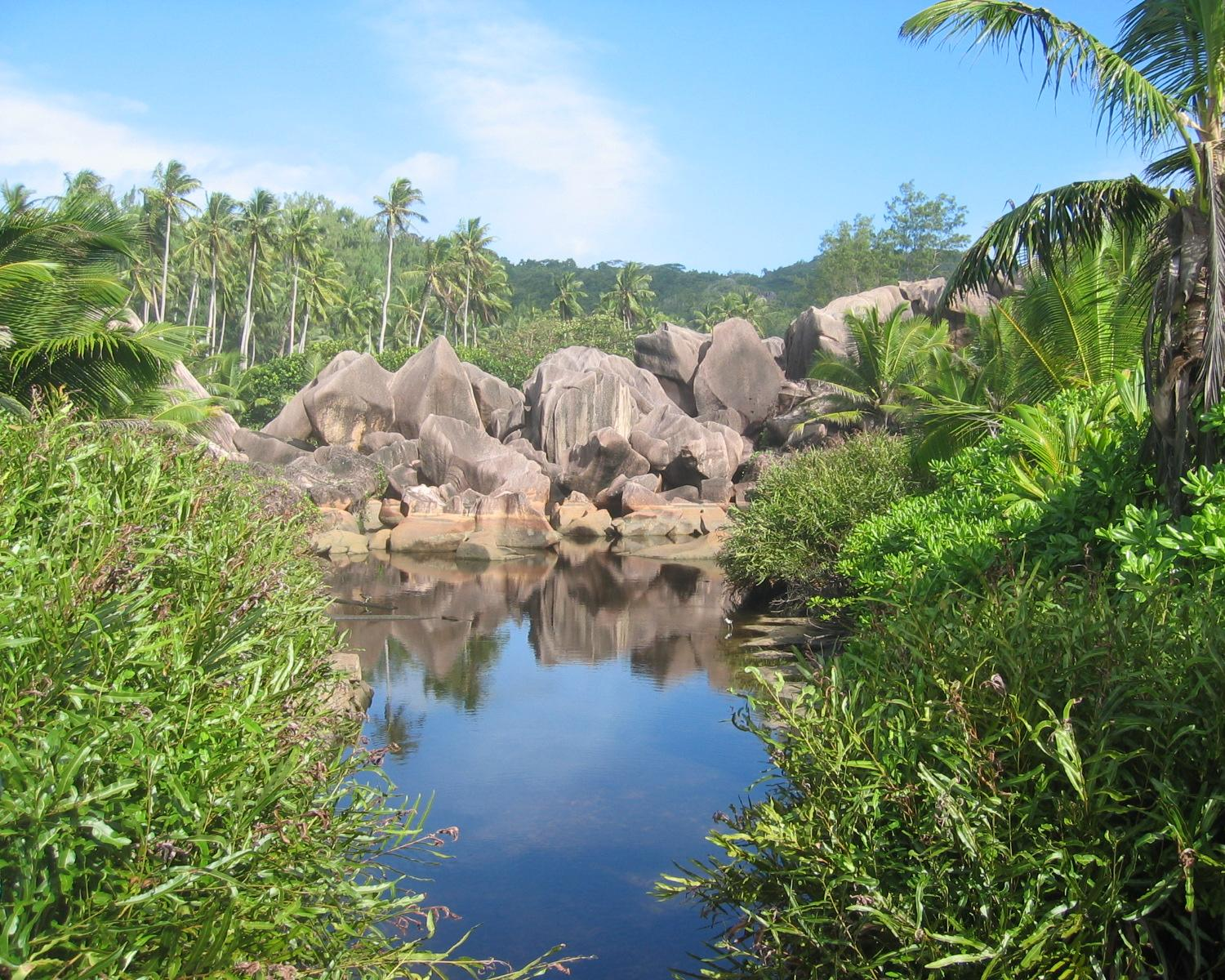
Tropisch moeras op La Digue.
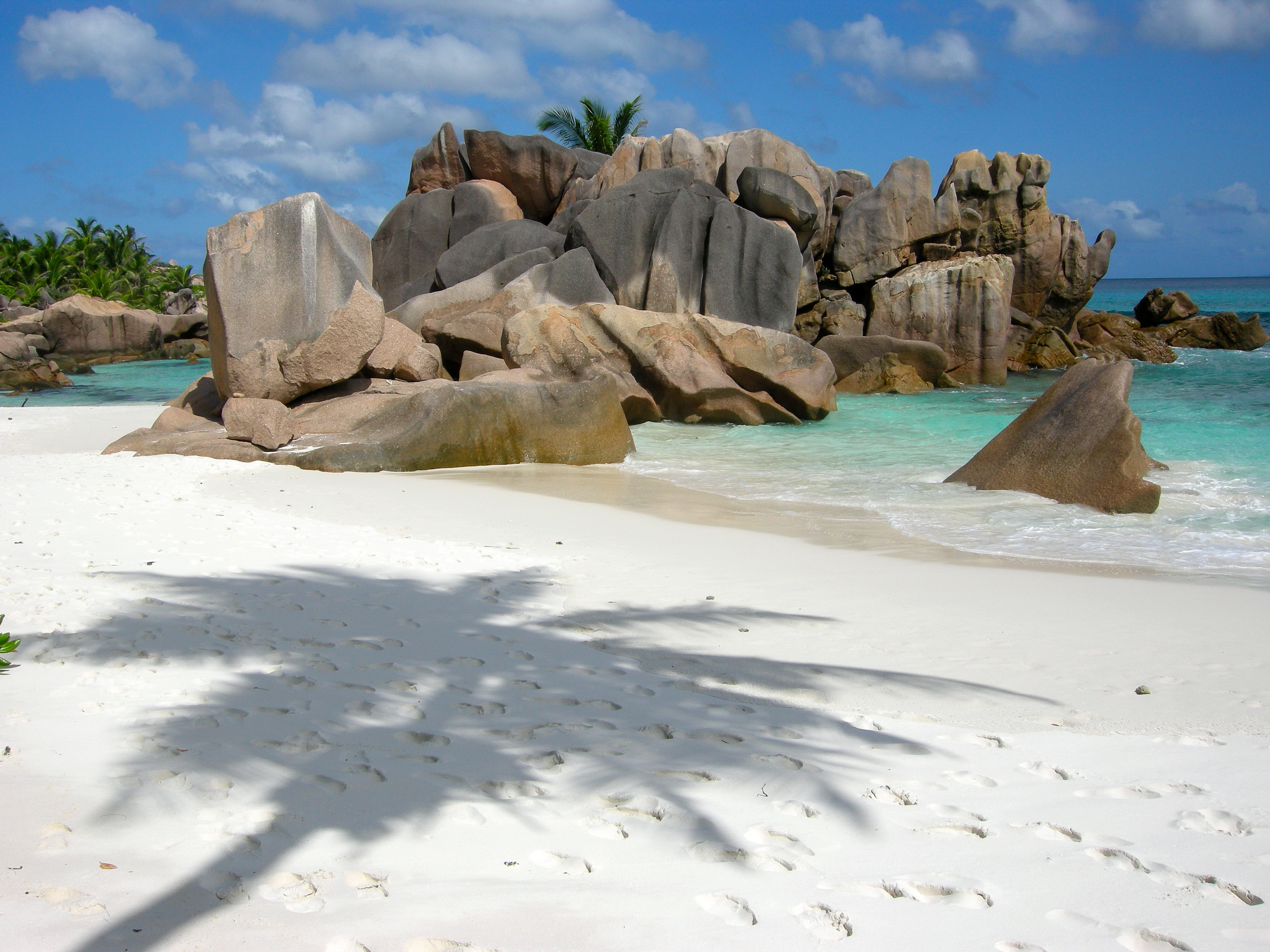
Anse Cocos.
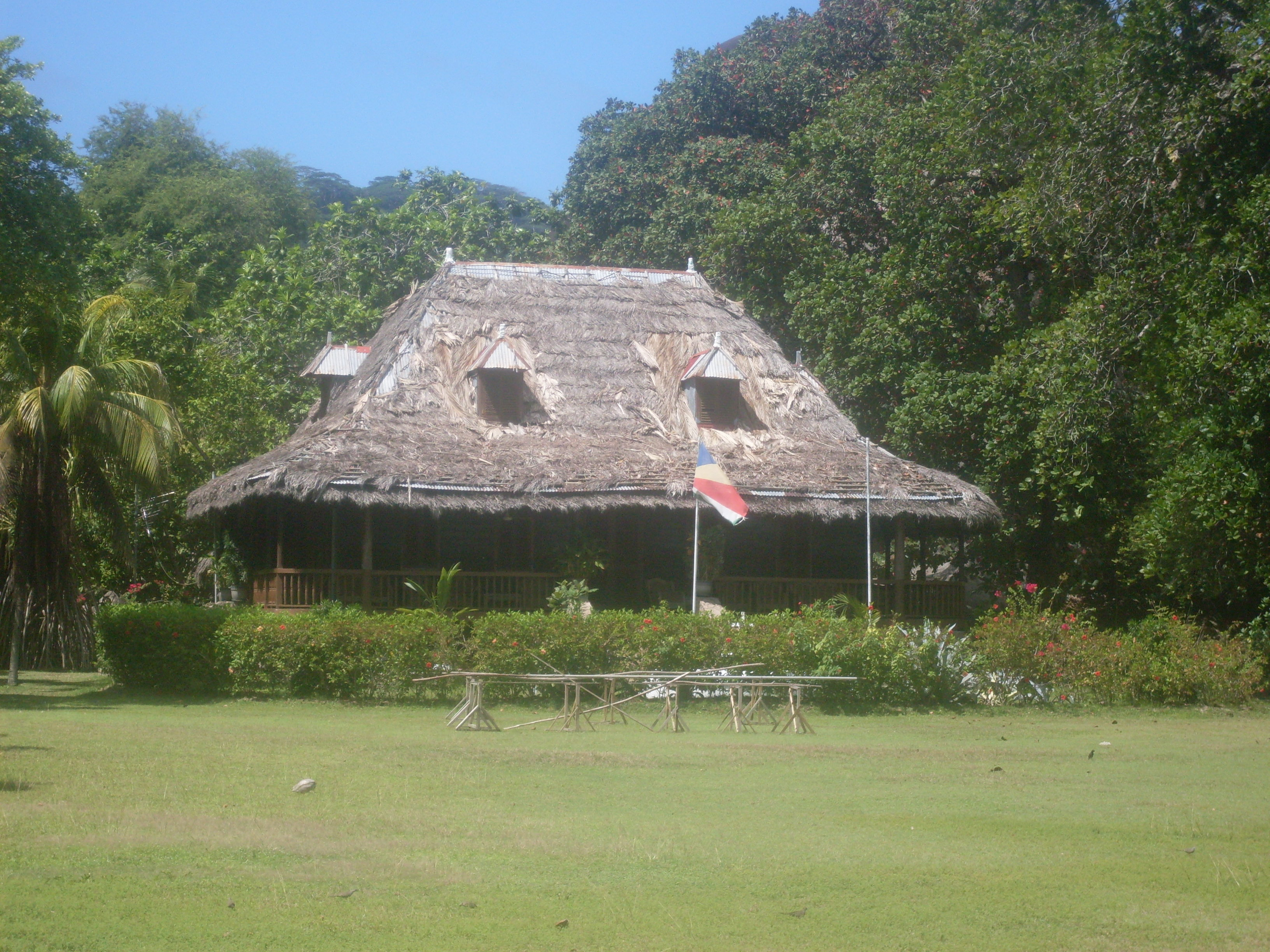
Landhuis Grann Kaz.